# Ромеро (фильм)
«Ромеро» (англ. Romero) — кинофильм режиссёра Джона Дайгана, вышедший на экраны в 1989 году. Фильм рассказывает о последних годах жизни архиепископа Оскара Ромеро, убитого боевиками эскадронов смерти в 1980.

## Сюжет
1977 год. Новым архиепископом маленькой латиноамериканской страны Сальвадор назначается Оскар Ромеро, имеющий репутацию «книжного червя». Ватикан рассчитывает, что он не станет вмешиваться в политические события и сохранит нейтралитет церкви. Поначалу он оправдывает эти надежды. Однако, столкнувшись с беззакониями, творимыми военной диктатурой, в том числе убийством священников, Ромеро больше не может оставаться в стороне.

## В ролях
- Рауль Хулия — архиепископ Оскар Ромеро
- Ричард Джордан — отец Рутилио Гранде
- Ана Алисия — Ариста Селада
- Эдди Велес — лейтенант Колума
- Алехандро Брачо — отец Альфонсо Осунья
- Тони Плана — отец Мануэль Морантес
- Гарольд Гулд — Франсиско Галедо
- Луси Рейна — Лусия
- Эл Русио — епископ Эстрада
- Тони Перес — отец Рафаэль Вильес
- Гарольд Кэннон — генерал Умберто Ромеро
- Виктор Карпинтейро — национальный гвардеец